# Тіт Квінкцій Фламінін (консул 150 року до н. е.)
Тит Квінкцій Фламінін (193/191 — після 150 до н. е.) — політичний, державний та військовий діяч Римської республіки, консул 150 року до н. е.

## Життєпис
Походив з патриціанського роду Квінкціїв. Син Тита Квінкція Фламініна, консула 198 року до н. е. Про життя мало відомостей. 
У 150 році до н. е. його обрано консулом разом з Манієм Ацилієм Бальбом. Брав активну участь у обговоренні відносин із Карфагеном. Підтримав пропозицію Марка Порція Катона Старшого розпочати війну проти карфагенян. Також під час своєї каденції побудував храм Пієтату, римському герою. Подальша доля невідома.

## Родина
- Син — Тит Квінкцій Фламінін, консул 123 року до н. е.